# Mercedes-Benz M 120
M 120 – oznaczenie benzynowego silnika Mercedesa z 12 cylindrami w układzie V i z 4-zaworową techniką. Produkowany od 1991 do 2009 w różnych modelach osobowych Mercedesa.
Silniki M120 występowały w czterech różnych konfiguracjach różniących się pojemnością i mocą. Mniejszy z nich miał pojemność 6,0 L (5996 cm³), 6,9 L (6873 cm³) i dwa limitowane 7,0L (7255 cm³) i 7,3 L (7255 cm³), który pochodziły z AMG i Brabusa – tunerów współpracujących z Mercedesem. Silnik 6.0 litra został wprowadzony na początku lat 90 do modeli klasy W140 i w 1993 roku do modeli 600SL/SL600.

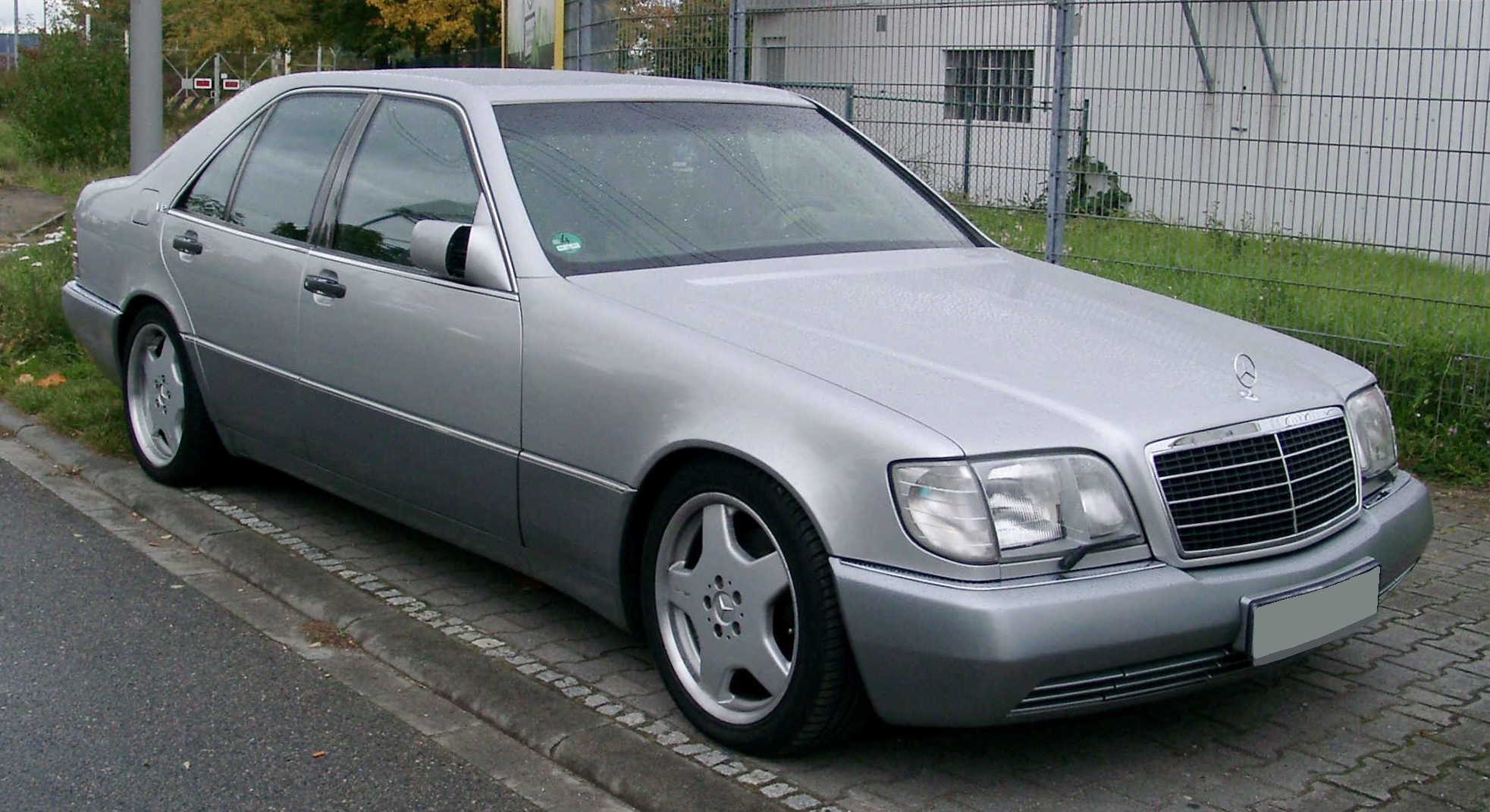
Mercedes W140 600 SEL

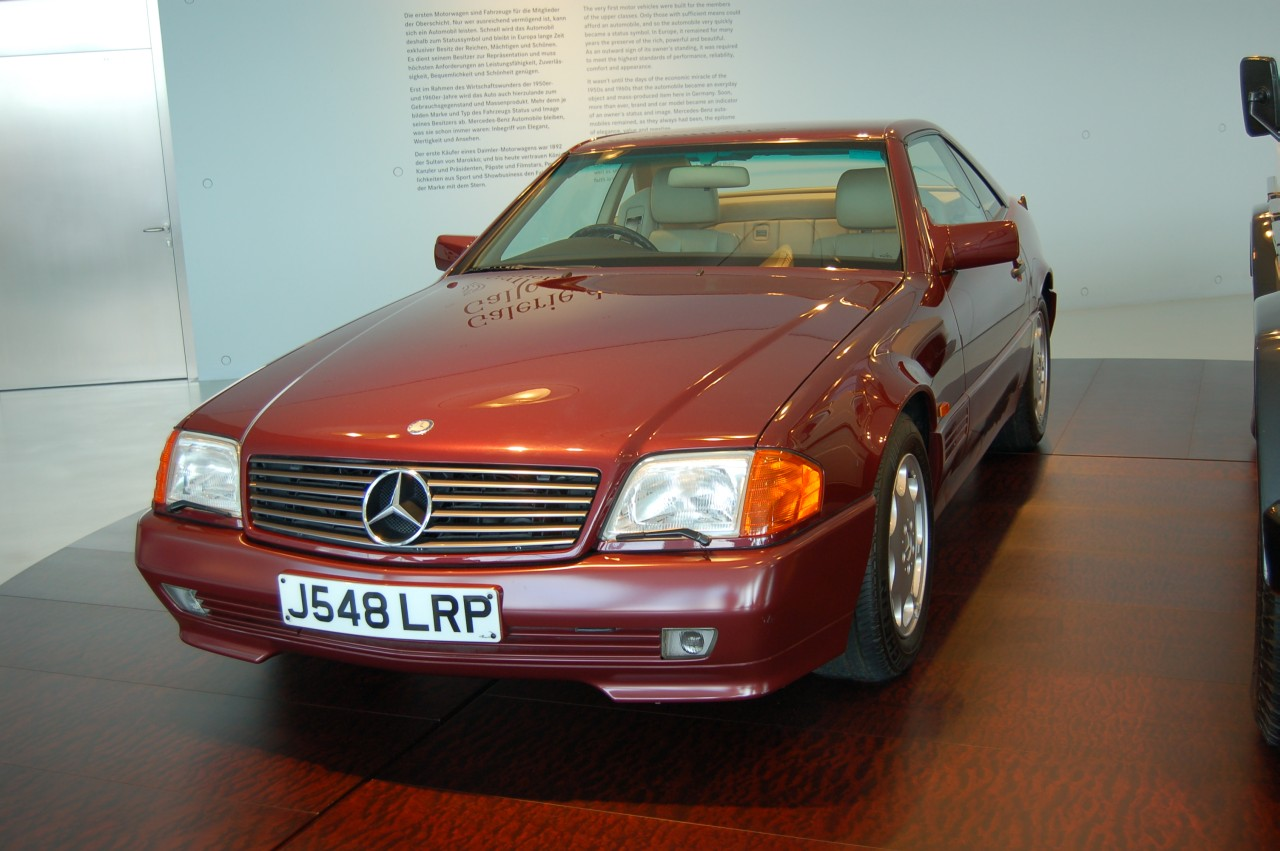
Mercedes R129 600 SL

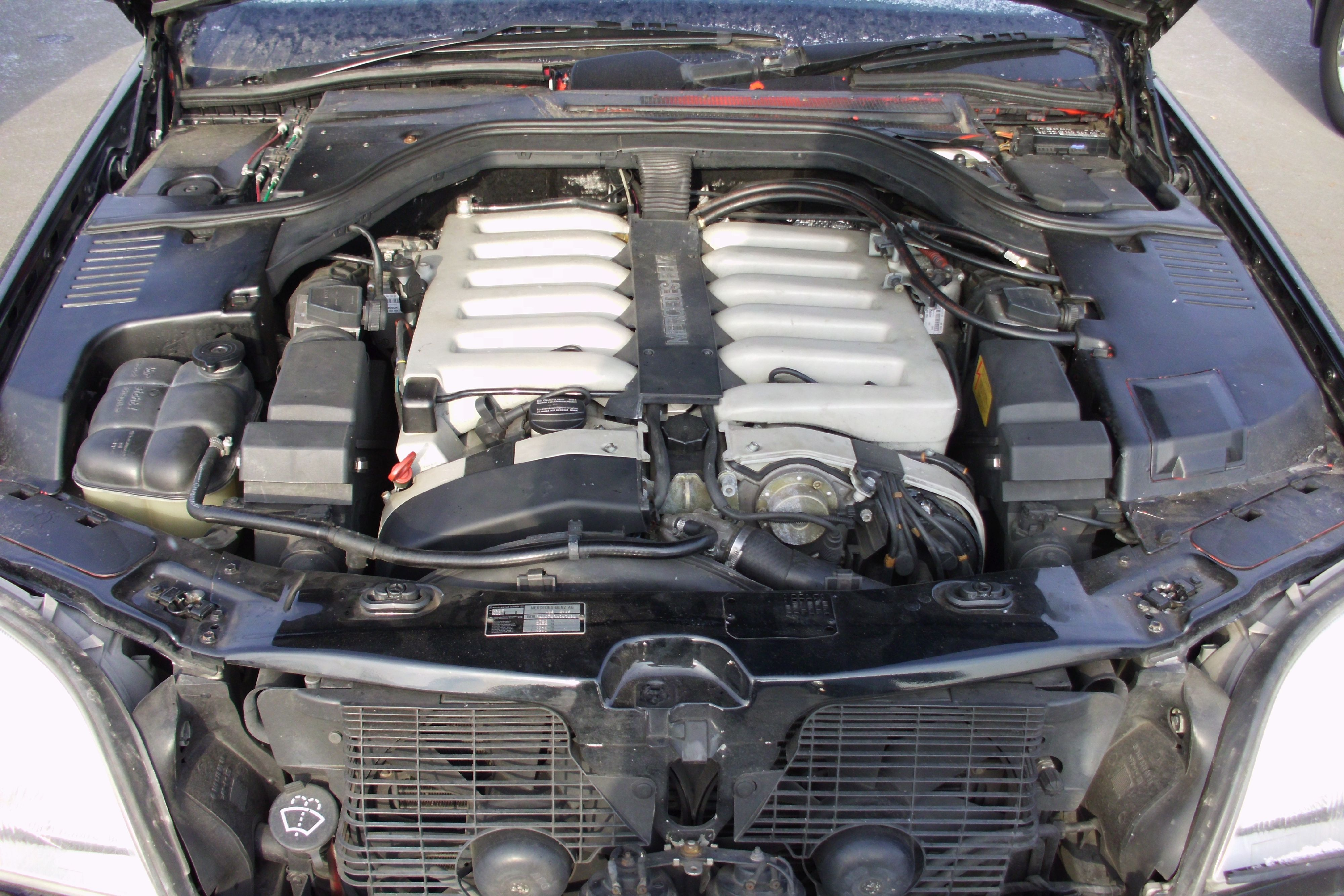
Silnik M120

Dzięki tym zabiegom ucierpiały osiągi i moment obrotowy. Silniki łączono początkowo tylko z 4-biegową skrzynią automatyczną, lecz w późniejszych latach produkcji wprowadzono także 5-biegową, ze względów ekonomicznych, w rezultacie auto mogło spalić mniej o 0,5 litra do 1 litra na 100km. Jednak w opinii wielu fachowców skrzynia 5-biegowa była bardziej zawodna niż starszy 4-biegowy odpowiednik. Silnik 6.0l występował także w następcy modelu Pagani Zondzie, a mianowicie M120 E73, a także w nowym topowym modelu sportowym klasie E Brabus E V12 i mocy 582 KM, który zadebiutował w 1996 roku jako sedan i 1997 roku jako kombi (model T). Z tego silnika korzystało wielu ekskluzywnych tunerów Mercedesa, którzy stworzył silniki od 6.0l do 7,4l poprzez podnoszenie pojemności i wymiany tłoków. Jednak auto wyprodukowano w niewielkiej liczbie egzemplarzy.
| Kod silnika | Liczba cylindrów / zaworów | Średnica cylindra x skok tłoka [mm]: | Pojemność skok. [cm³] | Stopień sprężania | Moc maksymalna [kW/KM] | Uzyskiwana przy obrotach [obr./min] | Moment maksymalny [Nm] | Uzyskiwany przy obrotach [obr./min] | Wersja                  |
| ----------- | -------------------------- | ------------------------------------ | --------------------- | ----------------- | ---------------------- | ----------------------------------- | ---------------------- | ----------------------------------- | ----------------------- |
| M 120 E 60  | 12 / 48v                   | 92,0 × 78,9 mm                       | 5987 cm³              | 11,0 : 1          | 290 / 394 300 / 408    | 5700 5800                           | 570 Nm 580 Nm          | 3900 3800                           | S600/S600L 600SE/600SEL |
| M 120 E 69  | 12 / 48v                   | 96,5 × 85,0 mm                       | 6973 cm³              | 11,0 : 1          | 365 / 496              | 6000                                | 700 Nm                 | 4000                                | ///AMG 6.9l             |
| M 120 E 69  | 12 / 48v                   | 90,0 × 90,0 mm                       | 6870 cm³              | 10,0 : 1          | 375 / 509              | 5400                                | 710 Nm                 | 3700                                | Brabus 6.9l             |
| M 120 E 70  | 12 / 48v                   | 100,0 × 94,8 mm                      | 7031 cm³              | 11,0 : 1          | 365 / 496              | 5500                                | 700 Nm                 | 3750                                | ///AMG 7.0l             |
| M 120 E73   | 12 / 48v                   | 102,0 × 95,0 mm                      | 7255 cm³              | 11,0 : 1          | 386 / 525              | 5500                                | 750 Nm                 | 4000                                | ///AMG 7.3l             |
| M 120 E 73  | 12 / 48v                   | 100,0 × 94,8 mm                      | 7255 cm³              | 11,0 : 1          | 390 / 530              | 6000                                | 750 Nm                 | 4000                                | Brabus 7.3l             |
| M 120 E 73  | 12 / 48v                   | 100,0 × 94,8 mm                      | 7255 cm³              | 11,0 : 1          | 428 / 582              | 6000                                | 772 Nm                 | 4000                                | Brabus 7.3l S           |
| M 120 C 74  | 12 / 48v                   | 100,0 × 94,8 mm                      | 7414 cm³              | 11,0 : 1          | 456 / 620              | 6000                                | 850 Nm                 | (3500)                              | Carlsson 7.4l           |

## Modele wyposażone w silniki M 120
- Mercedes W140 600SE/SEL (S 600 / S 600L) 408 KM (394 KM), 580 Nm (570 Nm), 6,3 s (6,6 s) – 100 km/h, 250 km/h
- Mercedes W140 ///AMG 7.0 496 KM, 5,1 s – 100 km/h, 250 km/h
- Mercedes W140 ///AMG 7.1 509 KM, 5,0 s – 100 km/h, 250 km/h
- Mercedes W140 Brabus 7.3 530 KM, 4,7 s – 100 km/h, 250 km/h
- Mercedes W140 Brabus 7.3 S 582 KM, 4,5 s – 100 km/h, 250 km/h
- Mercedes R129 600SL/ (SL600) / 408 KM (394 KM), 6,0 s (6,1 s) – 100 km/h, 250 km/h
- Mercedes W210 E V12 Brabus / 530 KM, 750 Nm, 4,9 s – 100 km/h, 310 km/h
- Mercedes W210 E V12 S Brabus / 582 KM, 772 Nm, 4,5 s – 100 km/h, 330 km/h
- Mercedes W210 T V12 S Brabus / 582 KM, 772 Nm, 4,7 s – 100 km/h, 320 km/h
- Mercedes W210 M V12 S Brabus / 582 KM, 772 Nm, 5,0 s – 100 km/h, 270 km/h